# Bo Hansen
Bo Jannik Nyby Hansen (Holstebro, 16 de junho de 1972) é um ex-futebolista profissional dinamarquês que atuava como atacante.

## Carreira
Bo Hansen se profissionalizou no Holstebro BK. Integrou a Seleção Dinamarquesa de Futebol na Copa Rei Fahd de 1995.

## Títulos
Dinamarca
- Copa Rei Fahd de 1995